# Park Sonsbeek
Park Sonsbeek in Arnhem is het bekendste park in deze stad. Het park is vernoemd naar Anna van Sonsbeeck, een aanzienlijke dame in de Arnhemse gemeenschap in de 17e eeuw. De vader van Anna, Franciscus van Sonsbeeck, is afkomstig uit het Duitse stadje Sonsbeck of Sonsbeeck. Boven de hoofdingang van de in 1655 gebouwde Lutherse kerk in Sonsbeeck treft men nu nog altijd het stadswapen aan: een zon met daaronder enkele gegolfde lijntjes die een beek voorstellen. Het park is 67 ha groot en grenst in het noorden aan de parken Zijpendaal en Gulden Bodem. Deze drie parken sluiten nauw bij elkaar aan en zijn samen zo'n 200 ha groot. In het oosten grenst Sonsbeek aan de wijken Sonsbeekkwartier en St. Marten, in het zuiden bijna aan het centrum en in het westen aan de Burgemeesterswijk. Het gebied is een beschermd stadsgezicht.

## Inrichting
Het park is voor het overgrote deel beplant met een eeuwenoud beukenbos. Opvallend is het heuvelachtige karakter. Verder bevat het een grote diversiteit aan bomen en planten, kent het een groot aantal vijvers, fonteinen en twee watervallen. Aan de rand van het park is in de voormalige Begijnen of Agnietenmolen sinds 2004 het Nederlands Watermuseum gevestigd. Daar vlakbij staat ook de De Witte Watermolen, de enige nog werkende watermolen van de tien die langs de Sint-Jansbeek hebben gestaan. In de schuur van de molen is het bezoekerscentrum Molenplaats Sonsbeek gevestigd.
Verder vindt men op het grondgebied van het park Huis Sonsbeek ("De Witte Villa" in de volksmond), een theehuis (de Palatijn), twee restaurants (de Boerderij en het Sonsbeekpaviljoen), een ijskelder uit de vroege negentiende eeuw en de Belvédère.

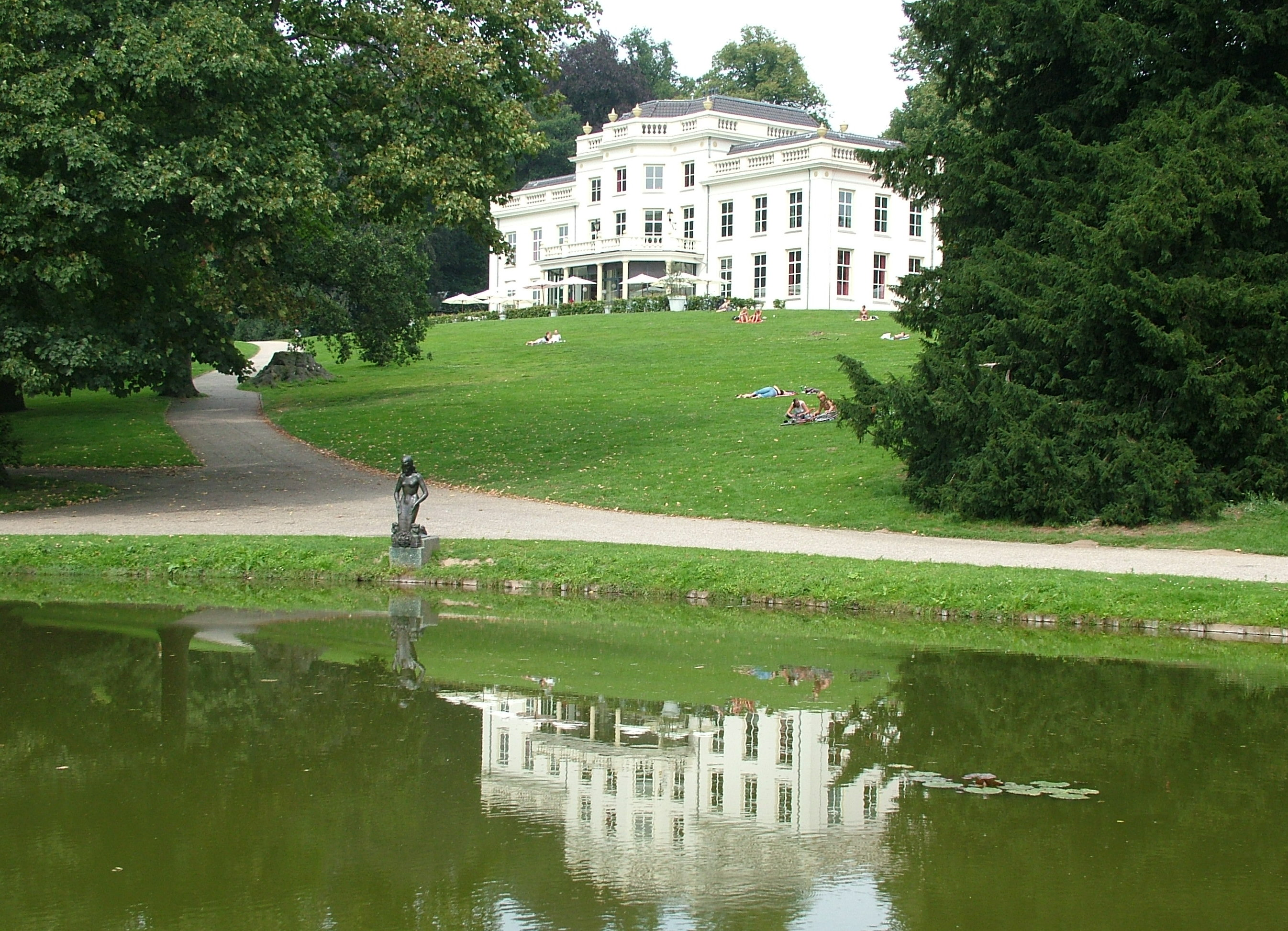
Huis Sonsbeek (18e eeuw) monumentnr. 528856
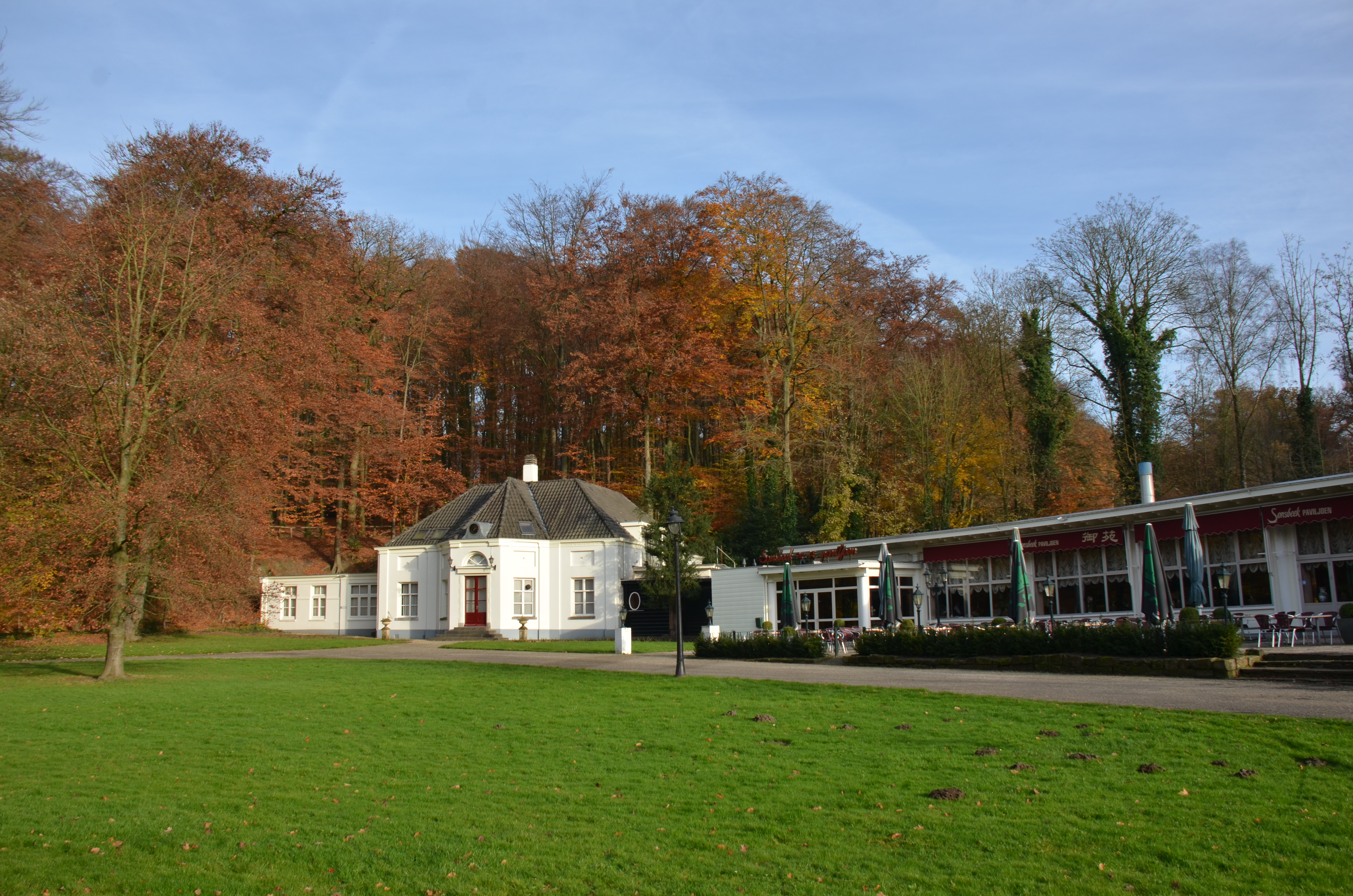
Paviljoen Sonsbeek monumentnr. 528858
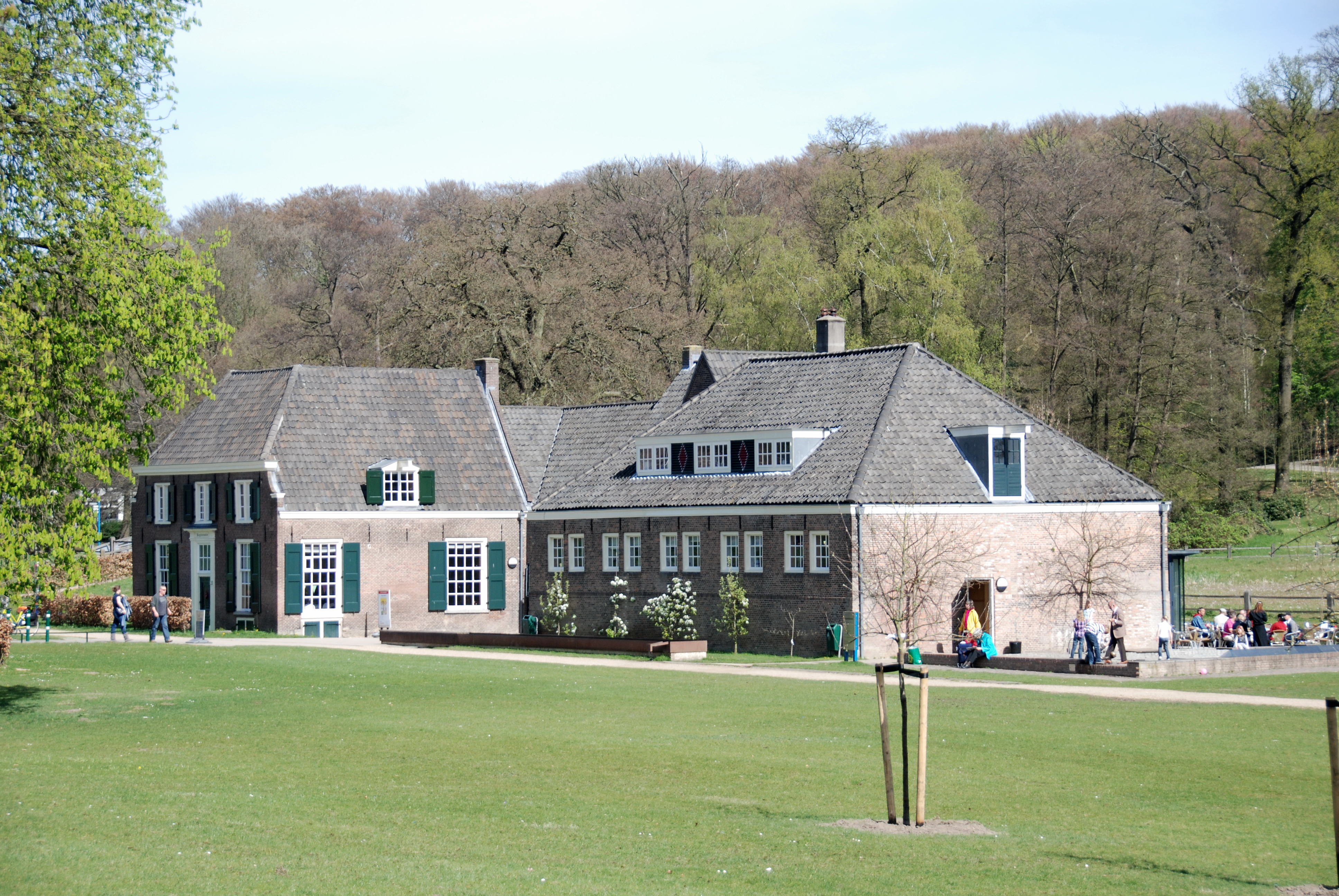
Agnietenmolen met voormalige forellenkwekerij (1404), sinds 2004 Nederlands Watermuseum monumentnr. 528860
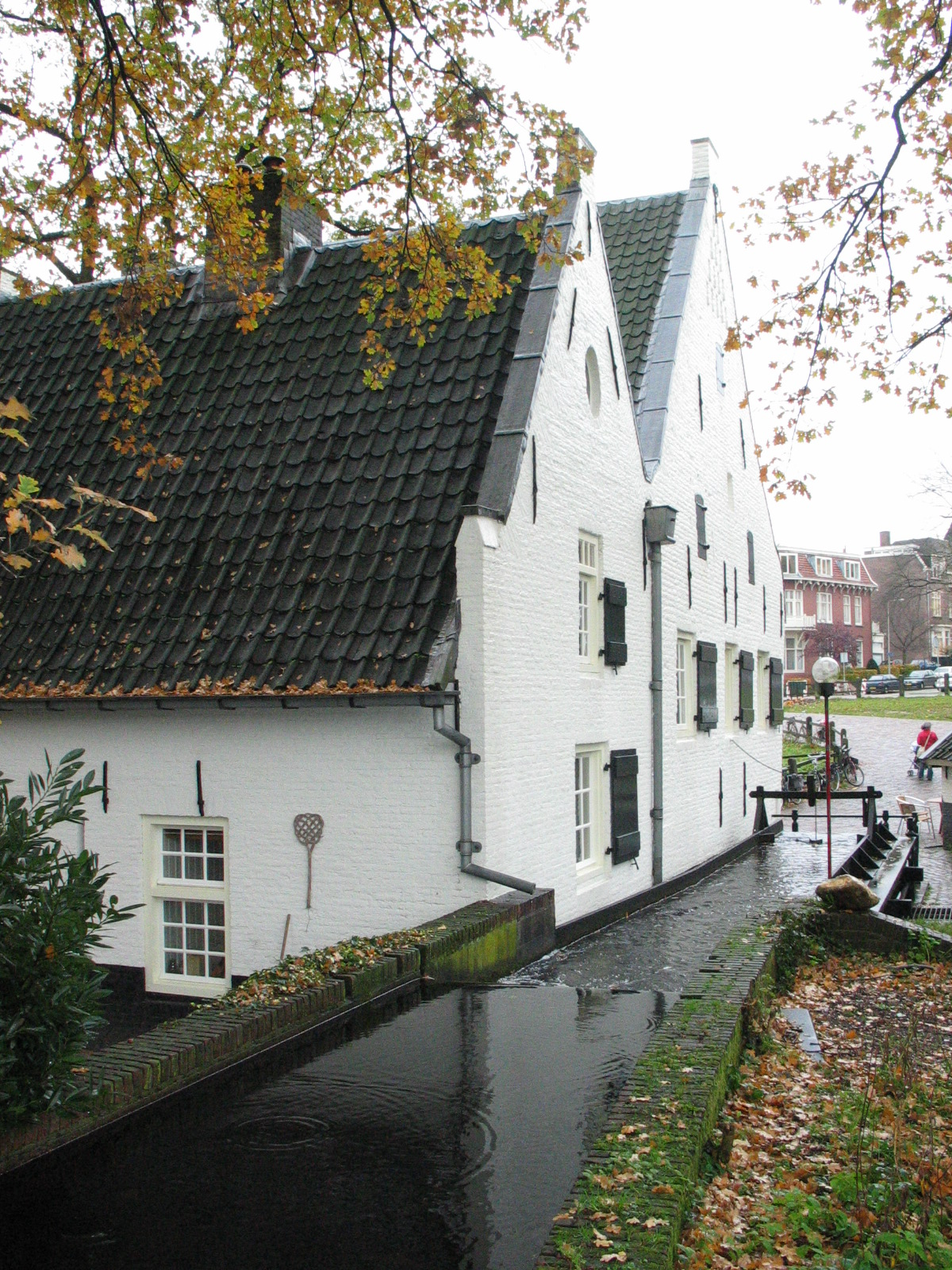
De Witte Watermolen (1480) monumentnr. 528861
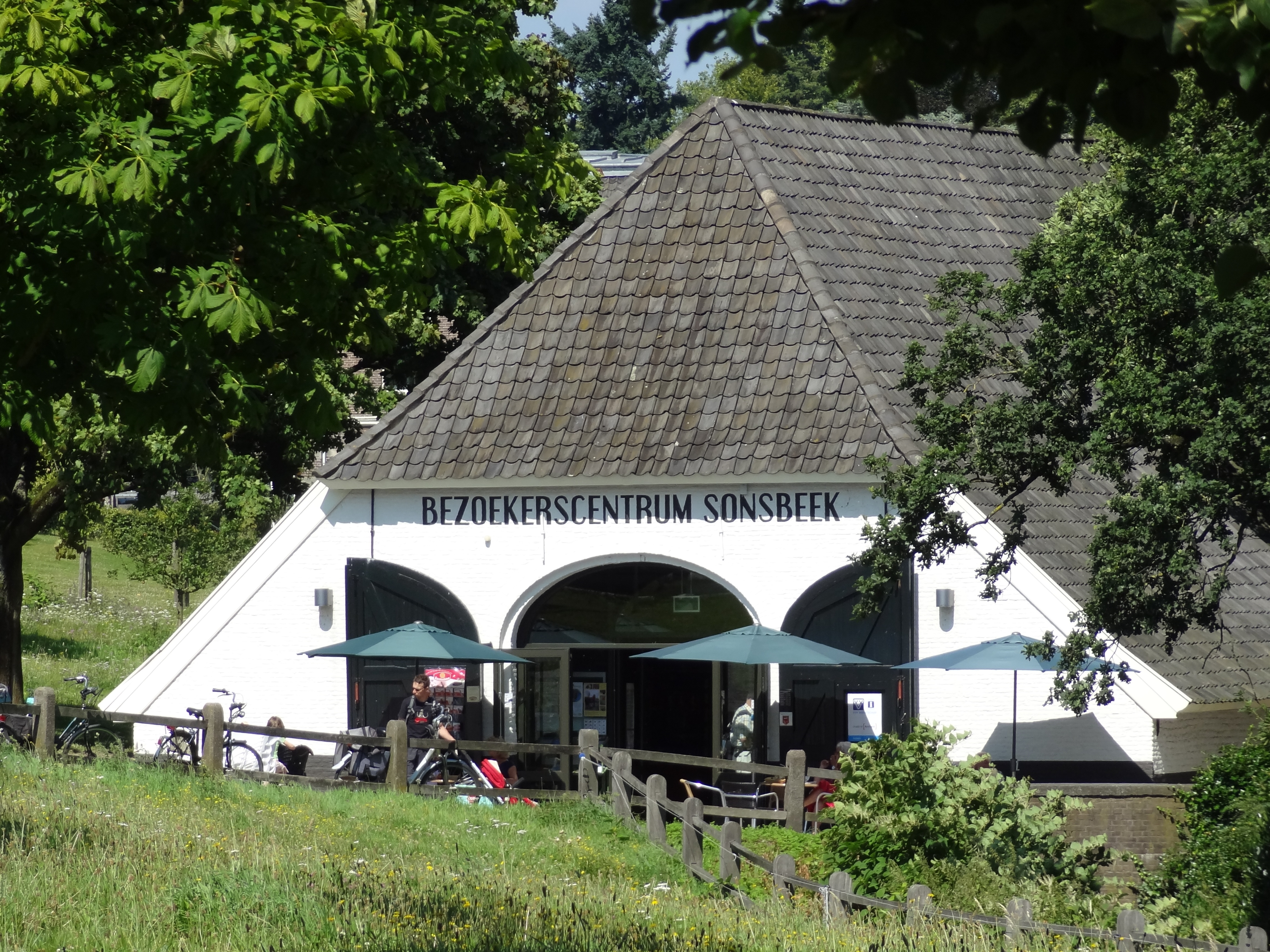
Molenschuur (laat 17de eeuw) monumentnr. 528862
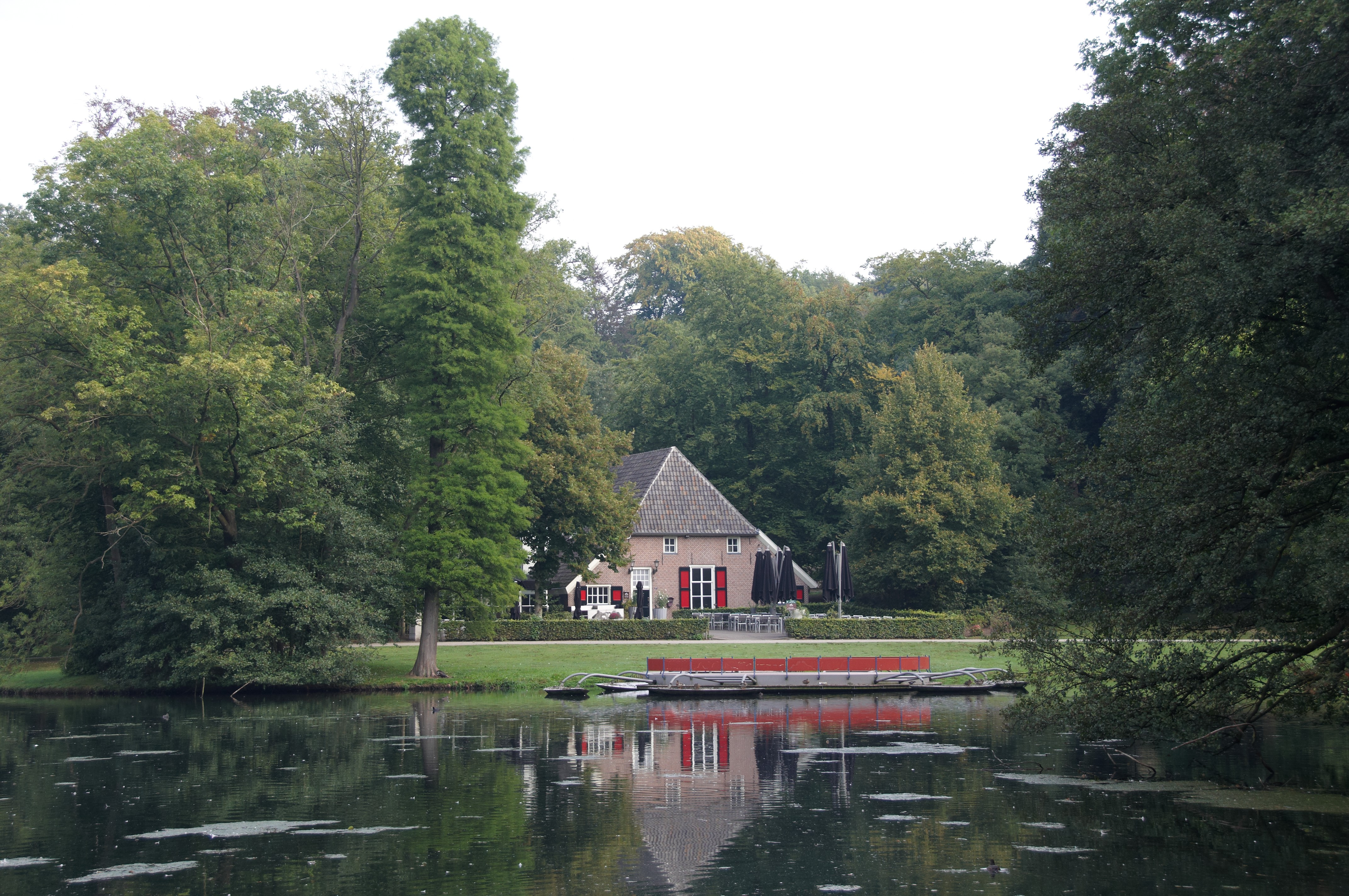
De boerderij (ca. 1800) monumentnr. 528863
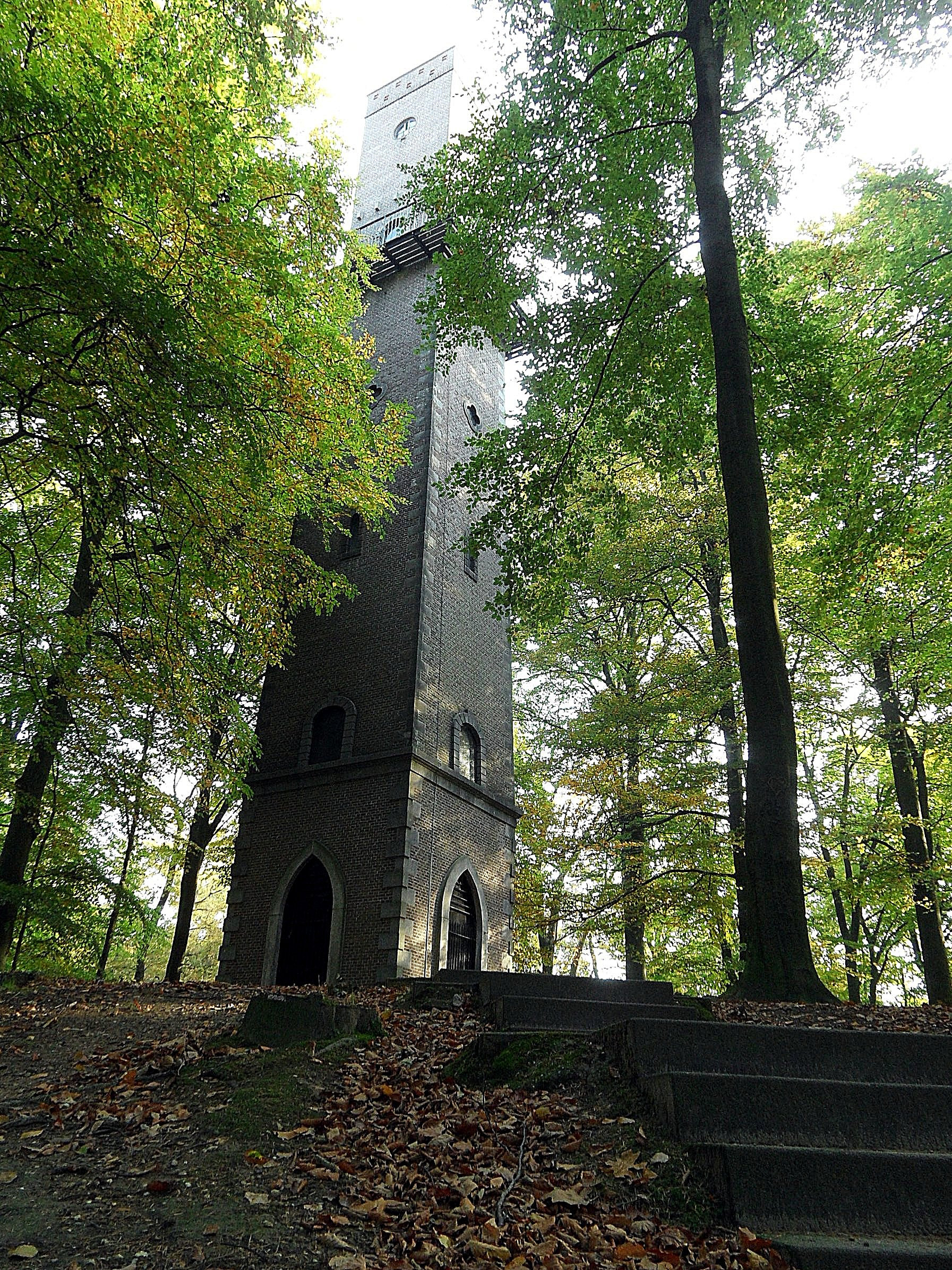
Belvédère (1821) monumentnr. 528867

## Geschiedenis
Het landgoed werd in 1821 gekocht door H.J.C.J. baron van Heeckeren. Hij ging door met de toen gebruikelijke tuinaanleg in Engelse landschapsstijl, waar de vorige eigenaar Theodorus baron de Smeth ook al mee bezig was geweest. Wegens geldproblemen verkocht de baron delen van het landgoed, waar nu drie wijken van Arnhem op gebouwd zijn. In 1899 kocht Ir. J.W.C. Tellegen, de toenmalige directeur Gemeentewerken, het landgoed aan voor de helft van het bedrag dat in dat jaar op de gemeentebegroting stond.
In het park staat het monument voor Hendrik Lorentz, vervaardigd door Oswald Wenckebach en op 9 september 1931 onthuld door prinses Juliana. De initiatiefnemer tot aankoop van het park wordt herdacht met de zogenaamde Tellegenbank, ontworpen door de Arnhemse beeldhouwer Gijs Jacobs van den Hof en op 23 februari 1928 onthuld.
In 1999 bestond het park honderd jaar en kreeg het een flinke opknapbeurt. Onder meer werd de "Steile Tuin" aangelegd op de plek van de voormalige 18e-eeuwse moestuin en werden enkele horecagelegenheden uitgebreid en verbeterd.

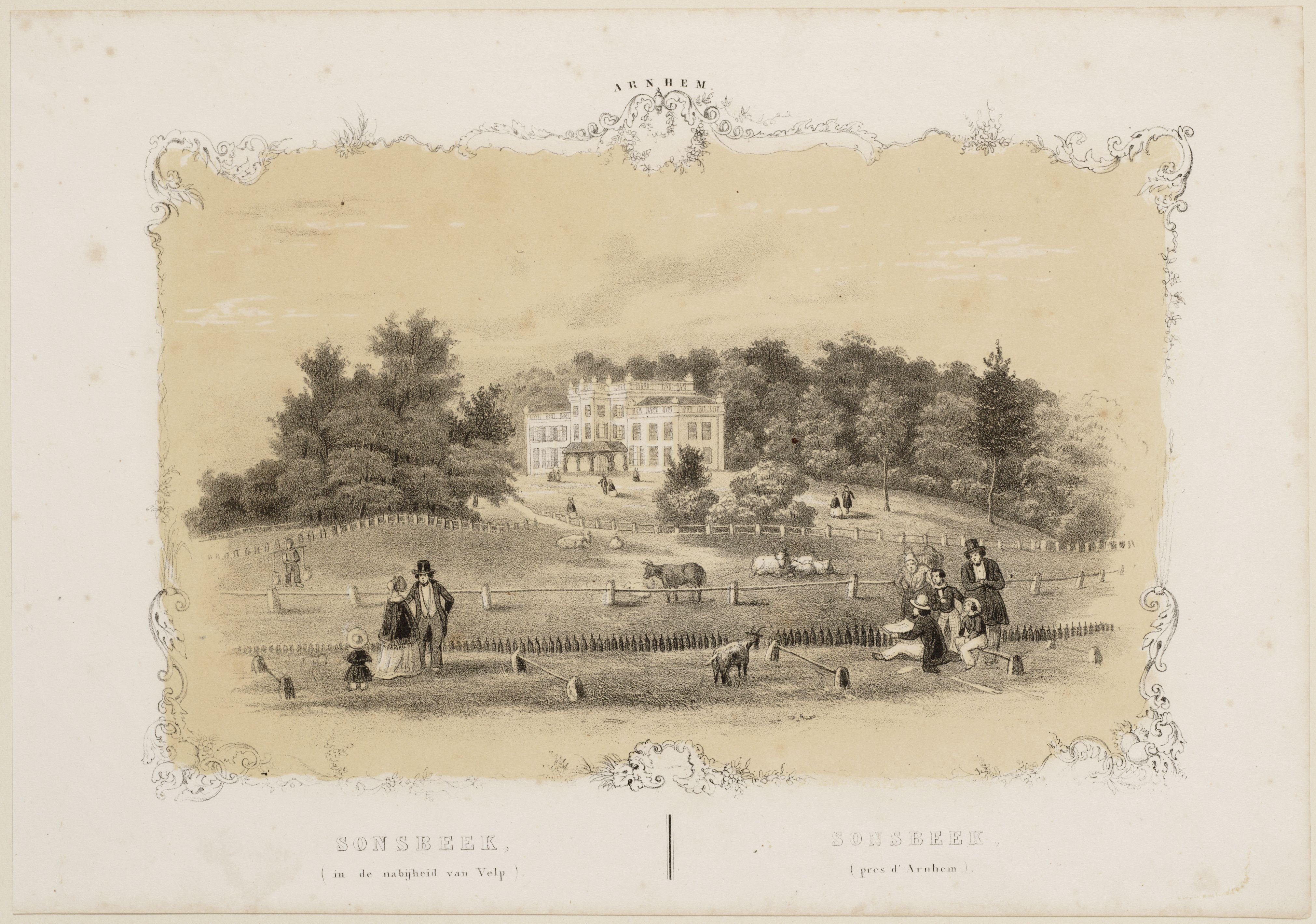
Litho aanzicht park Sonsbeek uit ca. 1860
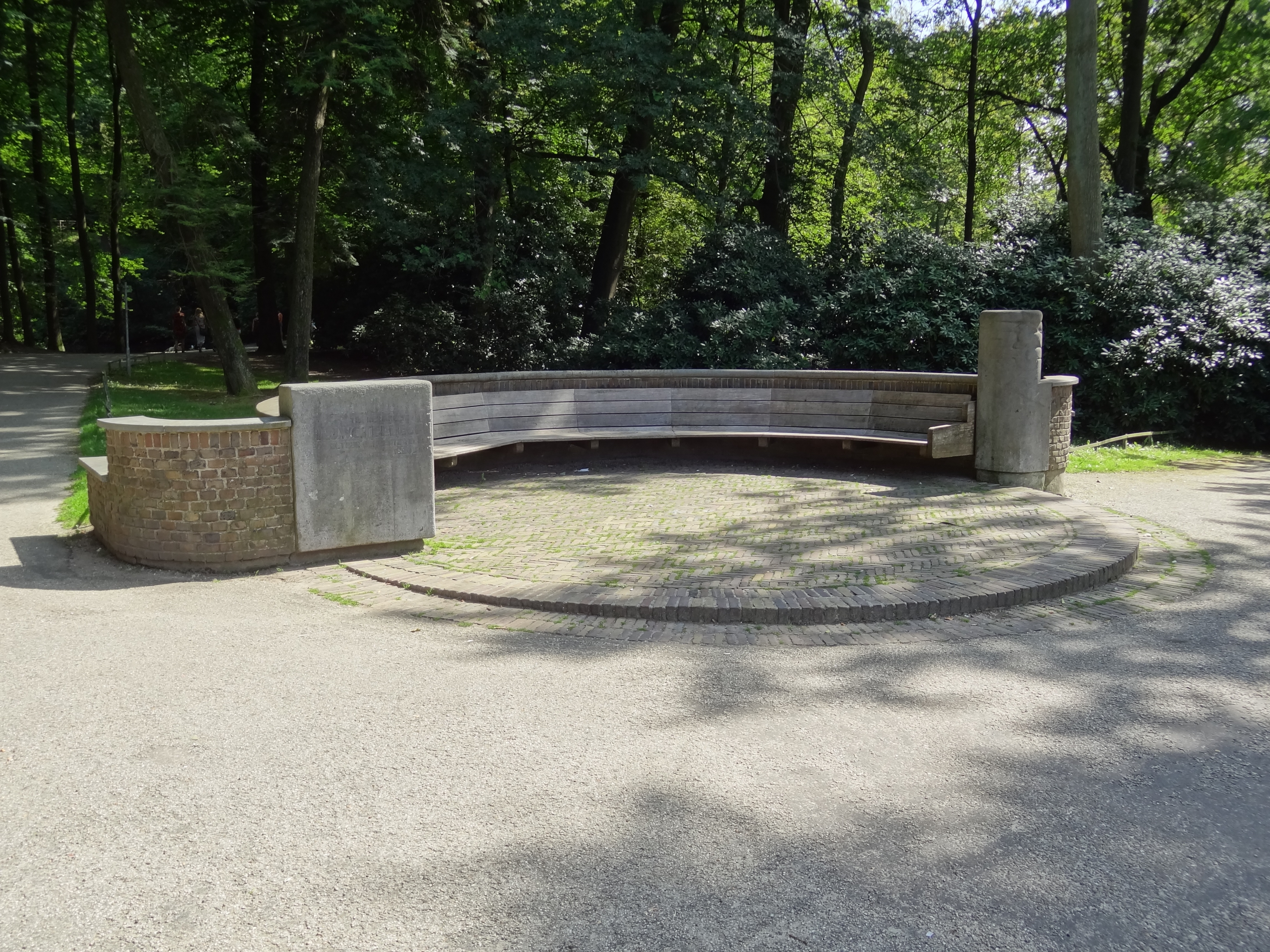
Tellegenbank monumentnr. 528871
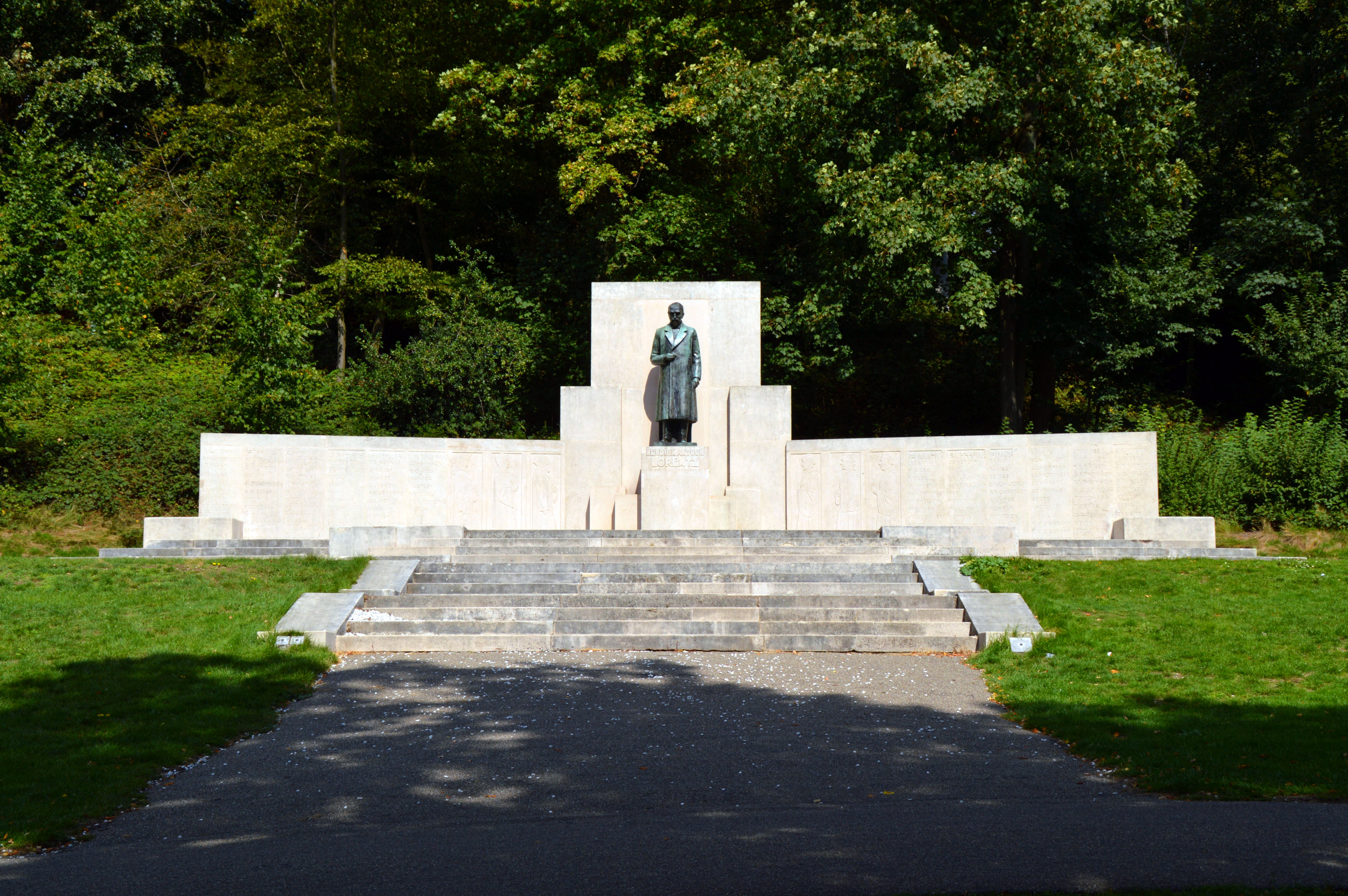
Lorentz-monument (1931) monumentnr. 528873
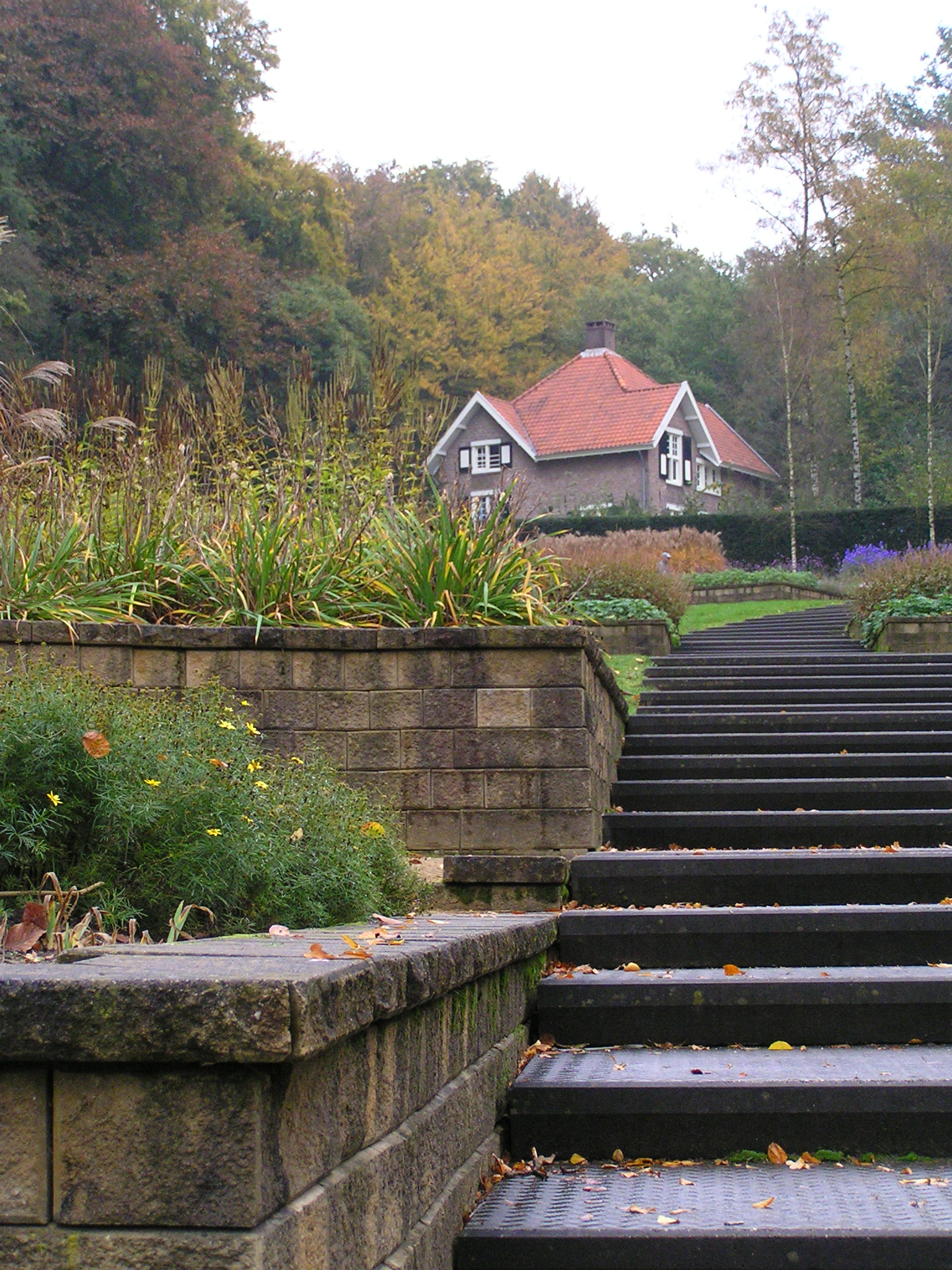
Steile tuin monumentnr. 528866

## Monumenten
Park Sonsbeek is onderdeel van het complex Historische buitenplaats Sonsbeek. Het complex omvat 18 onderdelen. Het is van algemeen, cultuur-, architectuur- en tuinhistorisch belang:
- wegens de ouderdom;
- als uitdrukking van een ontwikkeling waarin het vroeg 19de-eeuwse landschapspark en het hoofdgebouw met bijgebouwen bewust tot een eenheid zijn gevormd;
- wegens het ontwerp van het hoofdgebouw in neoclassicistische vormen;
- wegens de stoffering van het park met een aantal follies;
- wegens de inpassing van de bestaande gebouwen in een nieuw gemaakt landschapspark;
- wegens de bijzondere waterstructuren
- als een van de buitenplaatsen ten noorden van Arnhem die in de 18de en 19de eeuw tot ontwikkeling zijn gekomen.

Naast Huis Sonsbeek, het Sonsbeekpaviljoen, de portierswoningen, de Agnietenmolen met voormalige forellenkwekerij, de Witte watermolen met molenschuur, de Boerderij, een rentmeesterswoning uit 1890 monumentnr. 528864, de voormalige moestuin (nu de Steile tuin), het Belvédère, de Tellegenbank en het Lorentzmuseum bestaat dit complex uit:

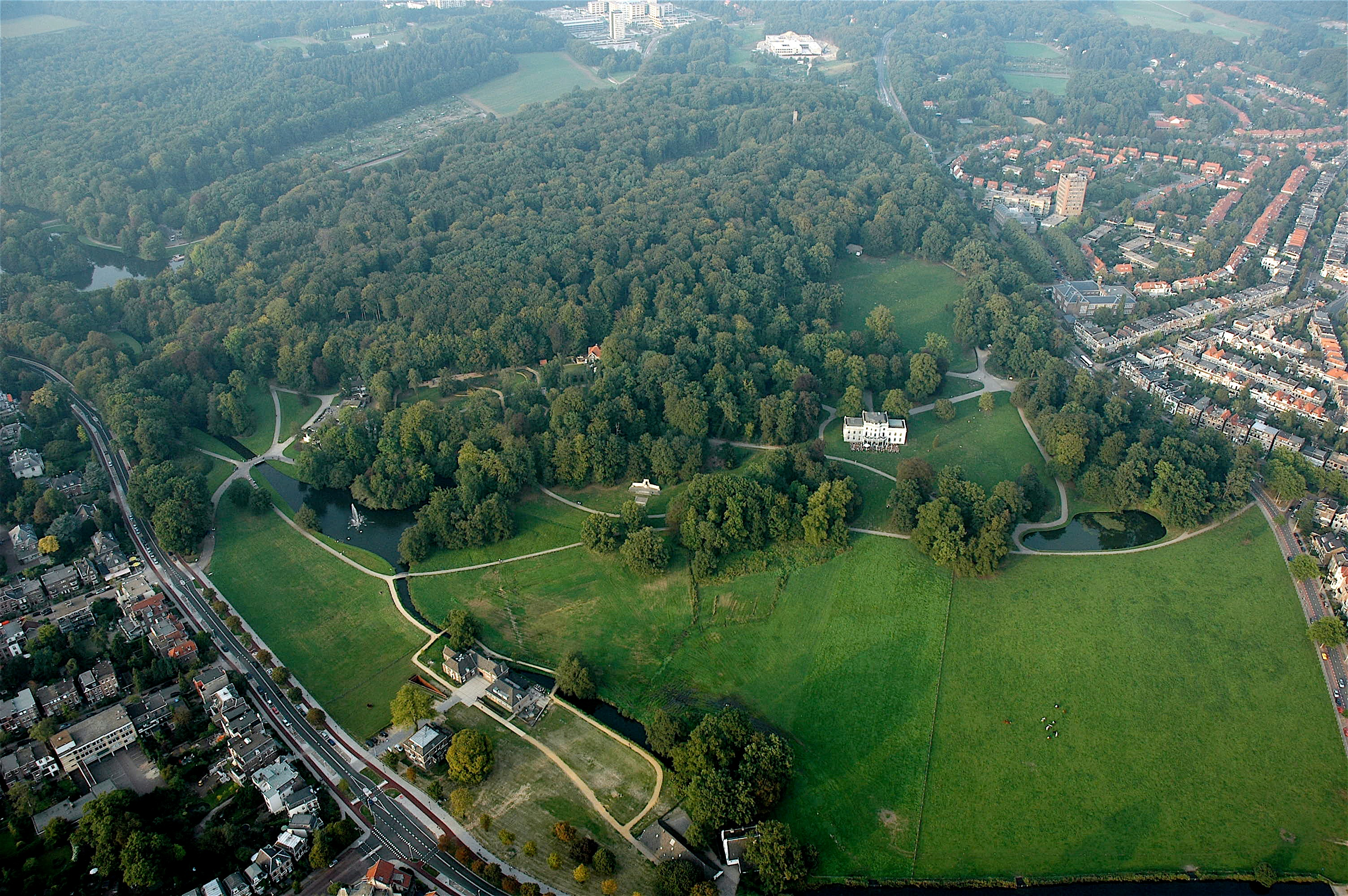
Parkaanleg monumentnr. 528857
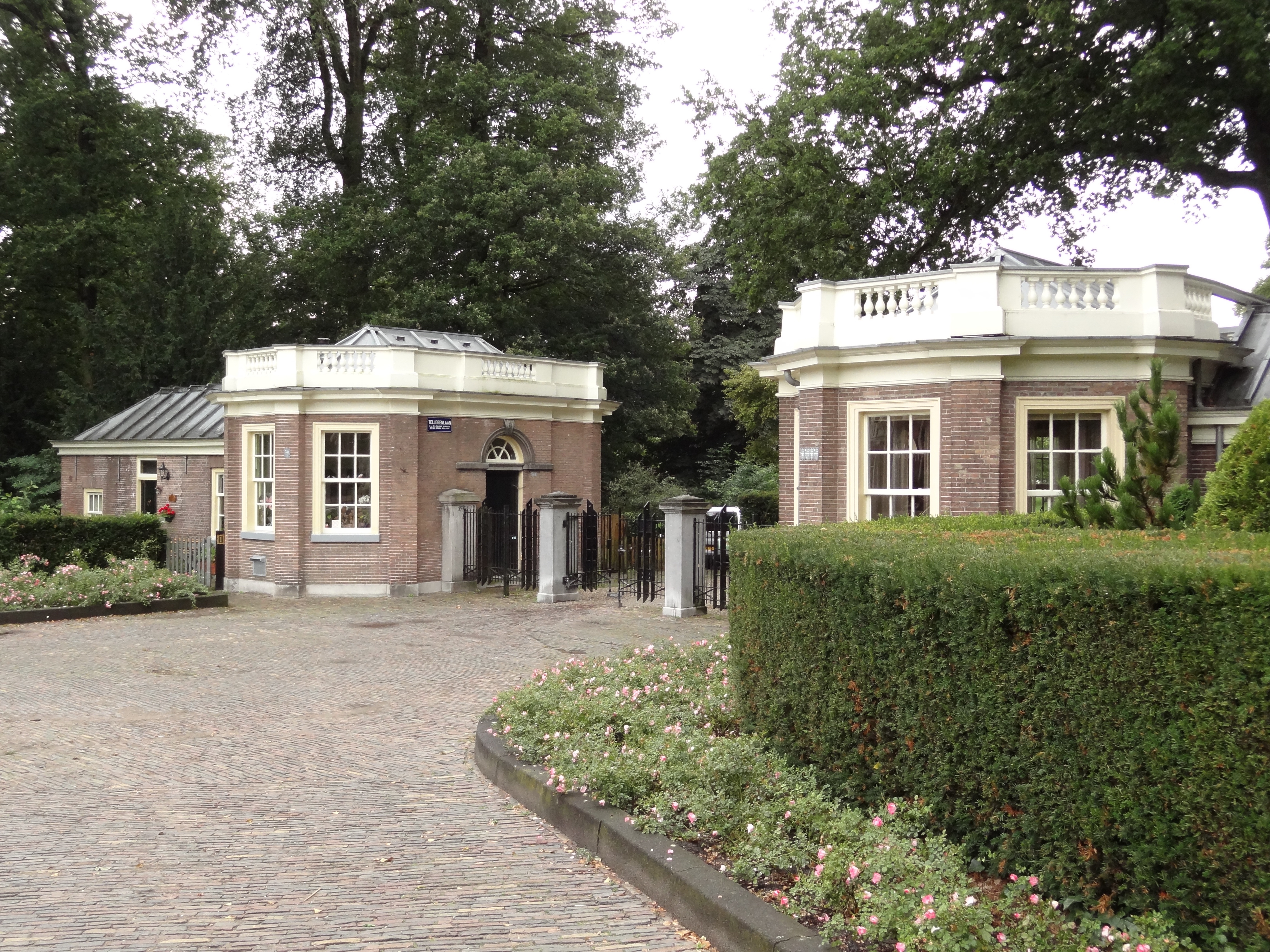
Twee portierswoningen monumentnr. 528859
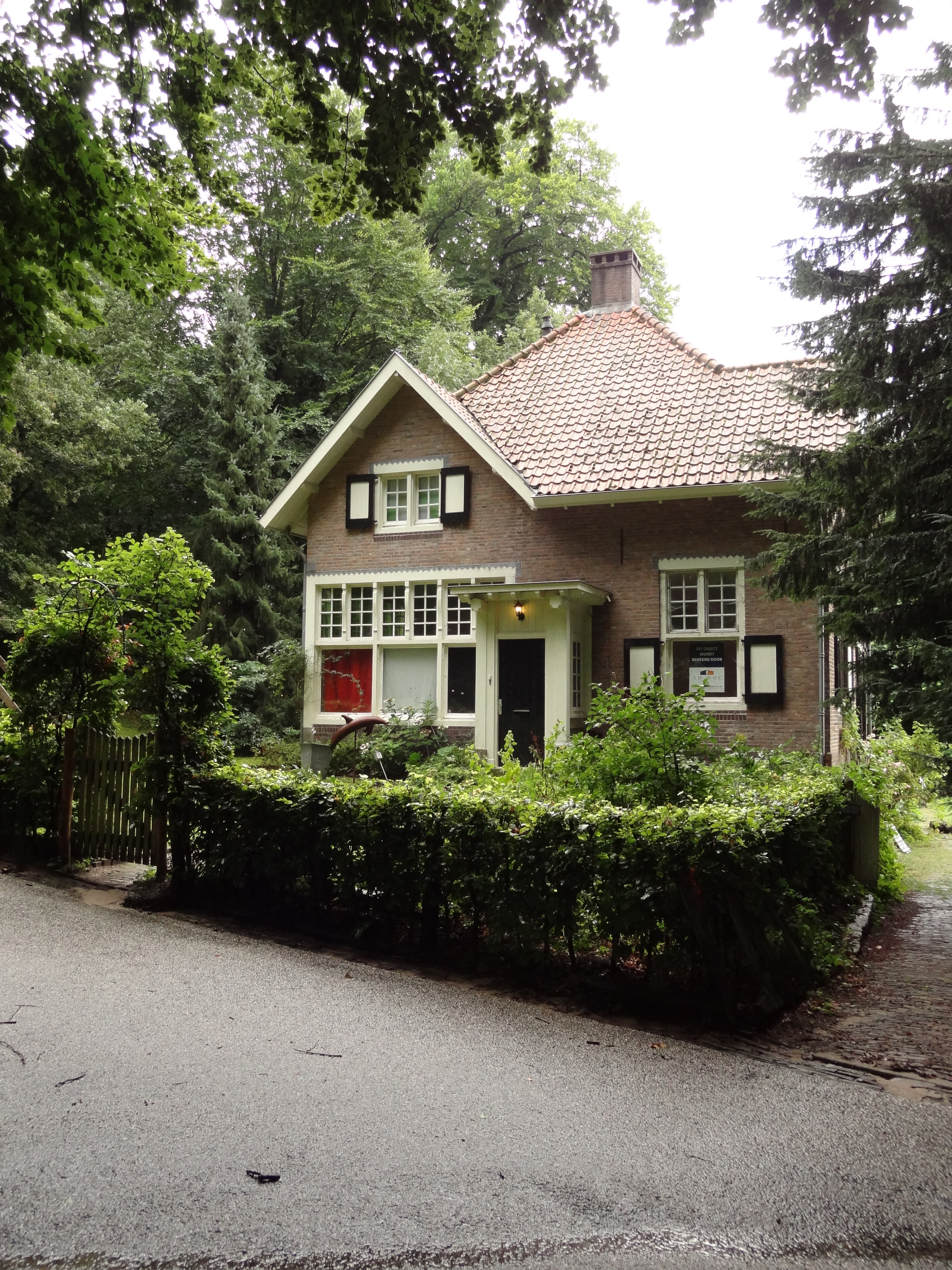
Tuinmanswoning bij de Steile tuin monumentnr. 528865
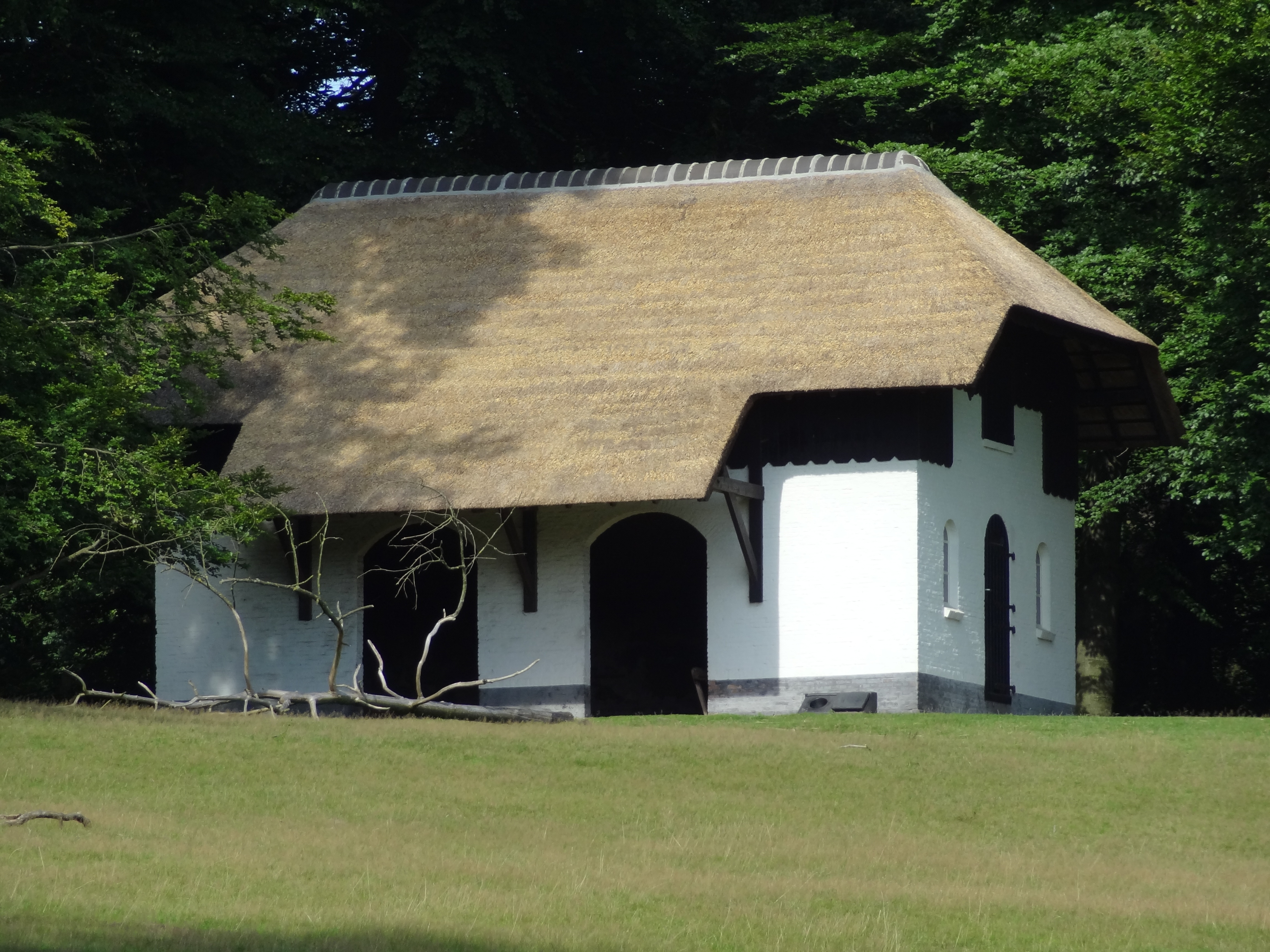
Hertenverblijf (1902) monumentnr. 528868
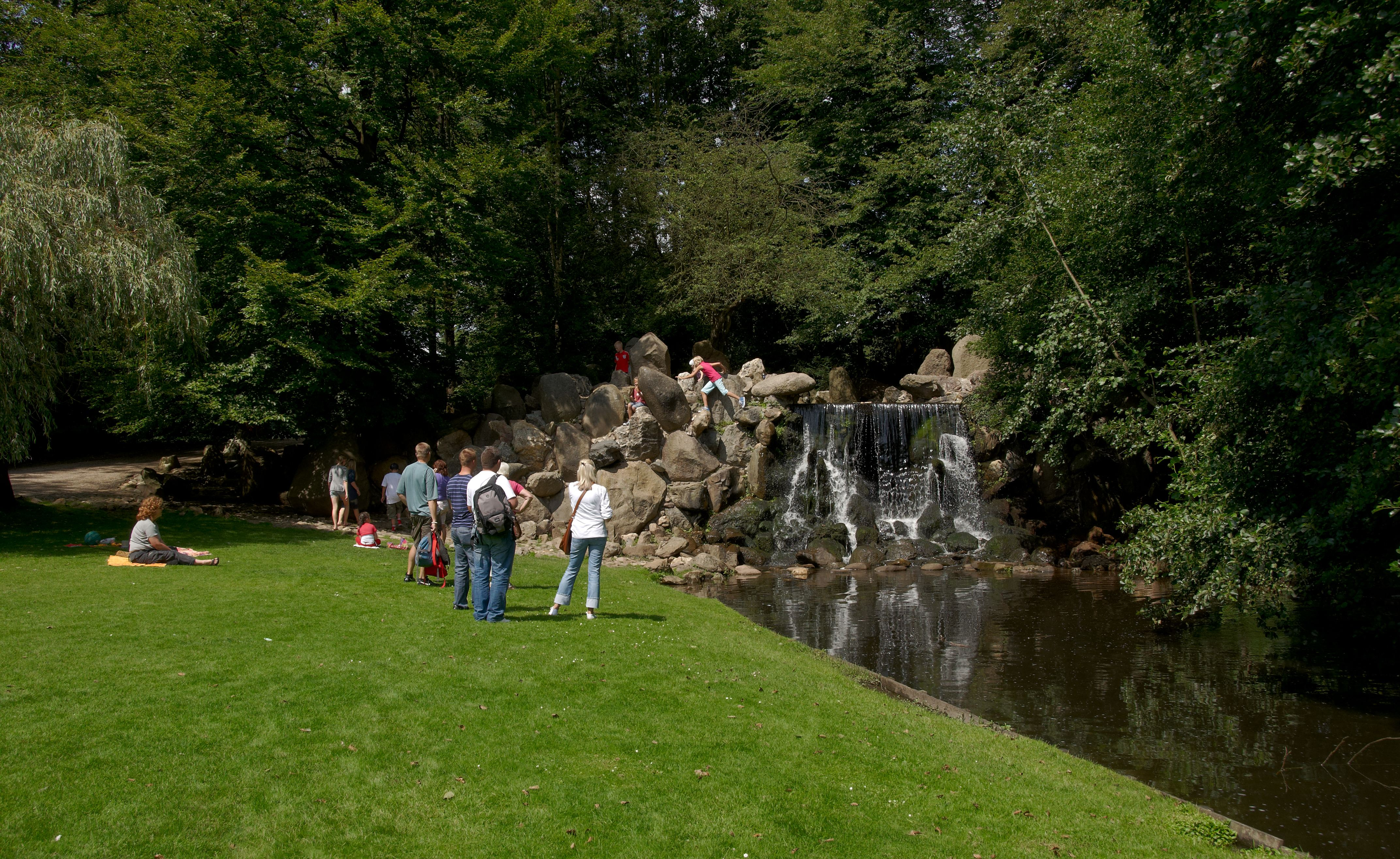
Grote Waterval en grot monumentnr. 528869
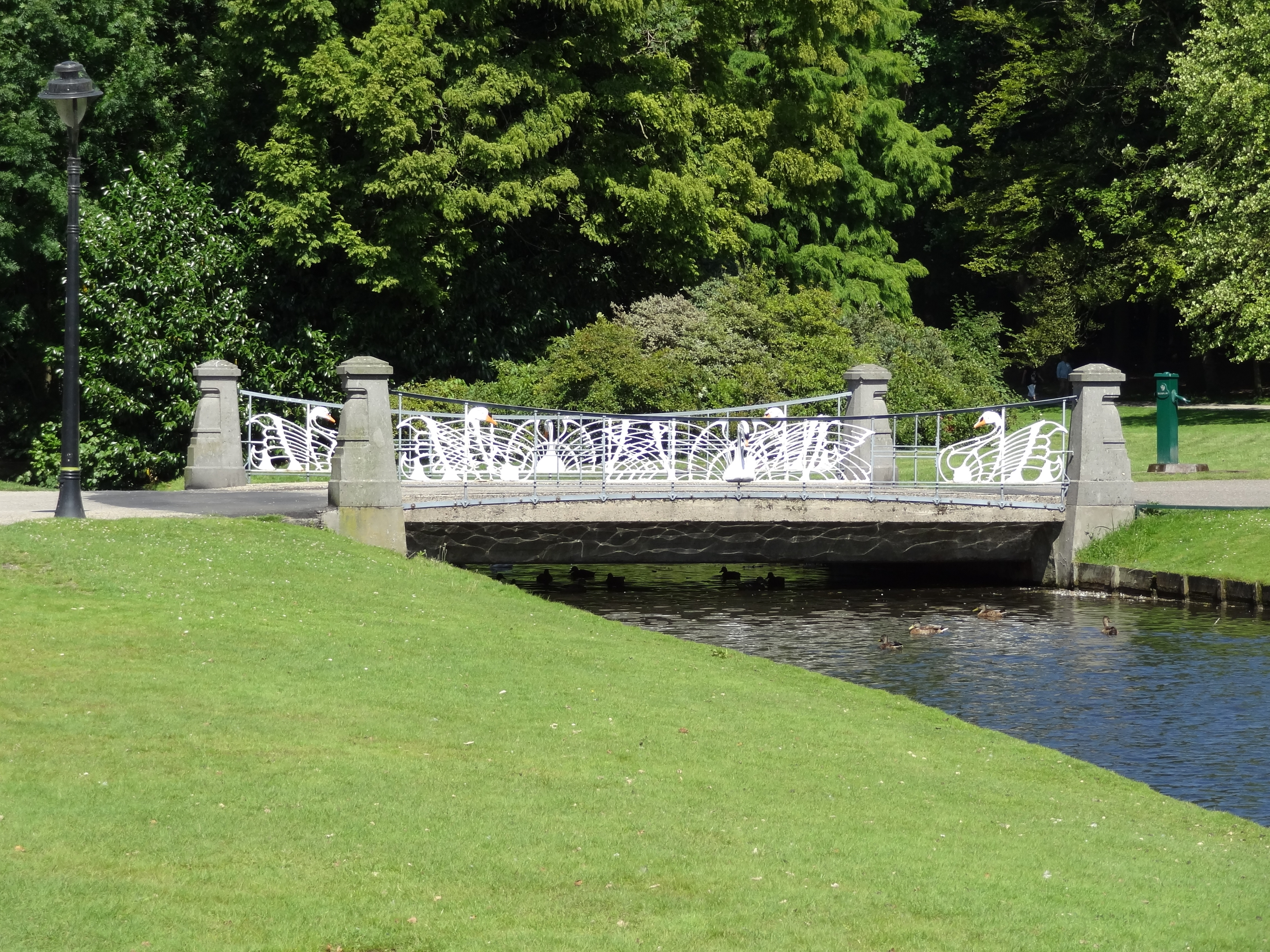
Zwanenbrug (1902) monumentnr. 528870A
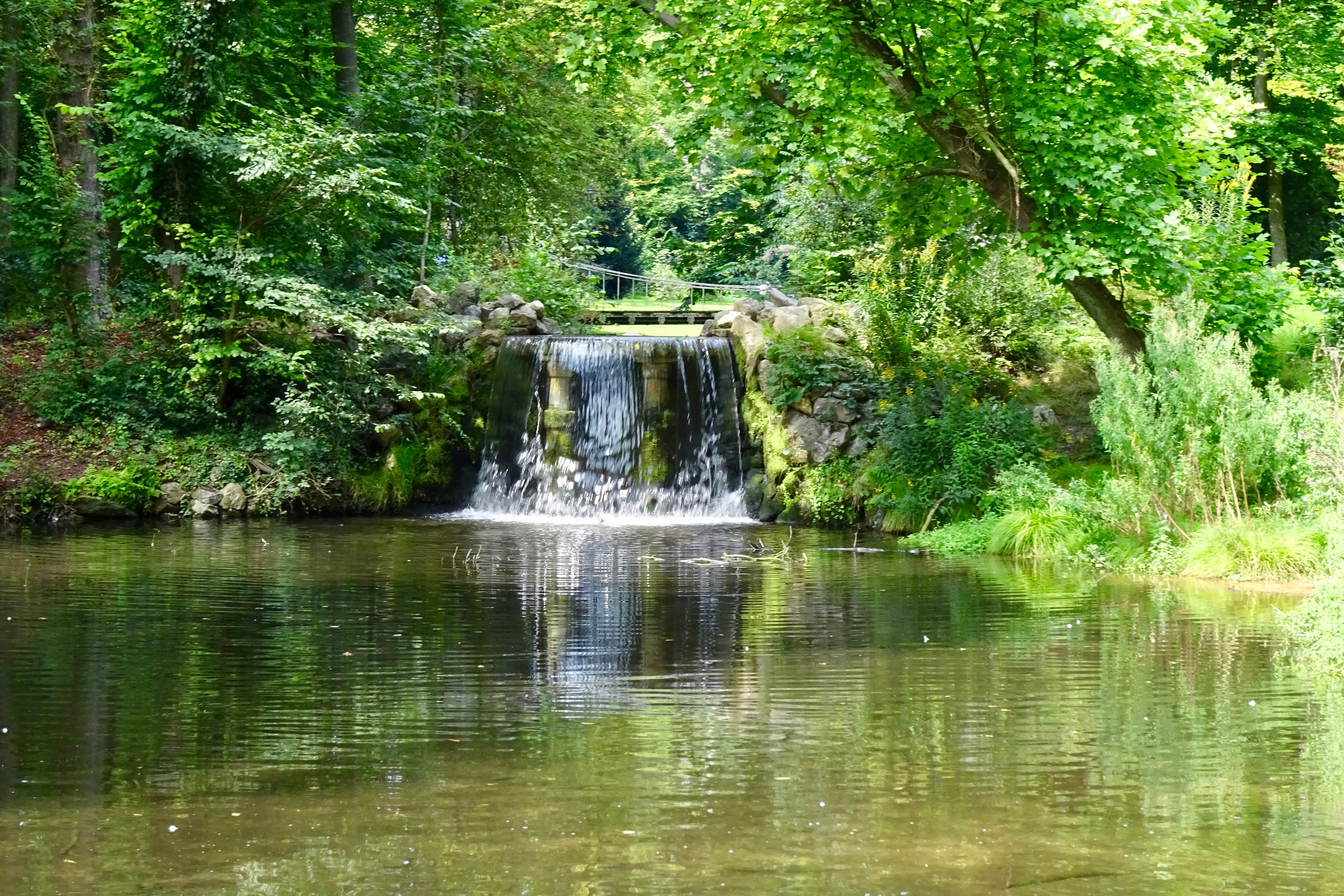
Hangbrug bij de Kleine Waterval (19e-eeuw) monumentnr. 528870B
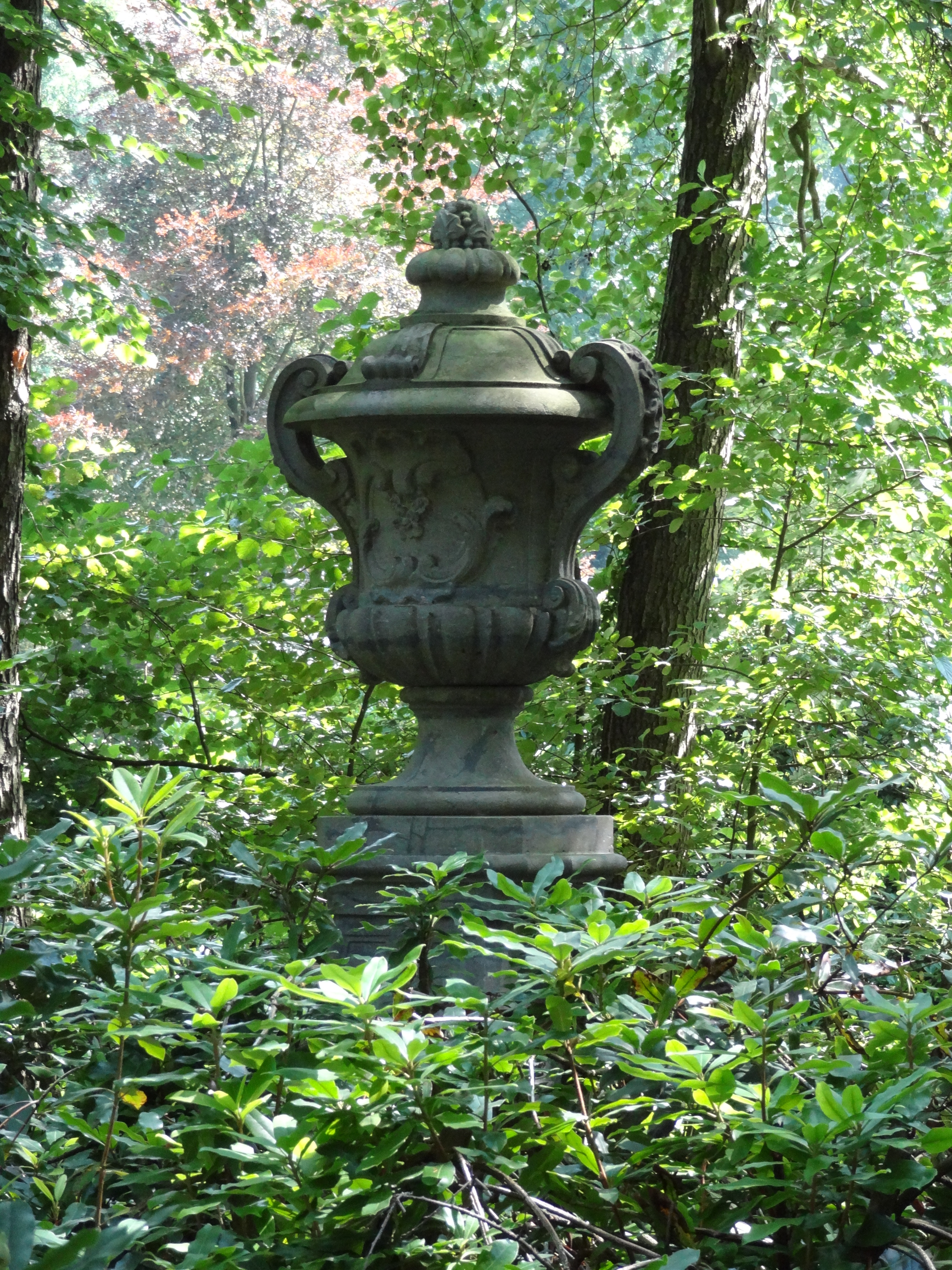
Tuinvaas (18de-eeuw) monumentnr. 528872

## Activiteiten
Kort na de oorlog werd in het park een straatolympiade gehouden, sportwedstrijden voor kinderen die verder geen vakantie hadden. Dit groeide uit tot de Arnhemse wielerronde Ome Joop's Tour door Nederland.
Het park geniet internationale bekendheid als naamgever van de Sonsbeek-beeldententoonstellingen, die om de zoveel jaar plaatsvinden gedurende de zomermaanden. De eerste vond plaats in 1949 op initiatief van de Arnhemse wethouder en vicevoorzitter van de V.V.V. H.M.A. Klompé. Na de tentoonstelling verdwijnen de meeste beelden weer uit het park. Een enkele heeft een vaste plek gekregen zoals de Lazy king van de Franse kunstenaar Alain Séchas van de kunsttentoonstelling uit 2008.
In de zomerperiode worden regelmatig openluchtconcerten georganiseerd, onder andere op de Ronde Weide.
Dichter Cees van der Pluijm was sinds winter 2005 bij de vereniging Vrienden van Sonsbeek aangesteld als 'Parkdichter' en schreef vier keer per jaar een gedicht over het Sonsbeekpark dat werd gepubliceerd in het infobulletin.
- Muziekoptreden in park 1951

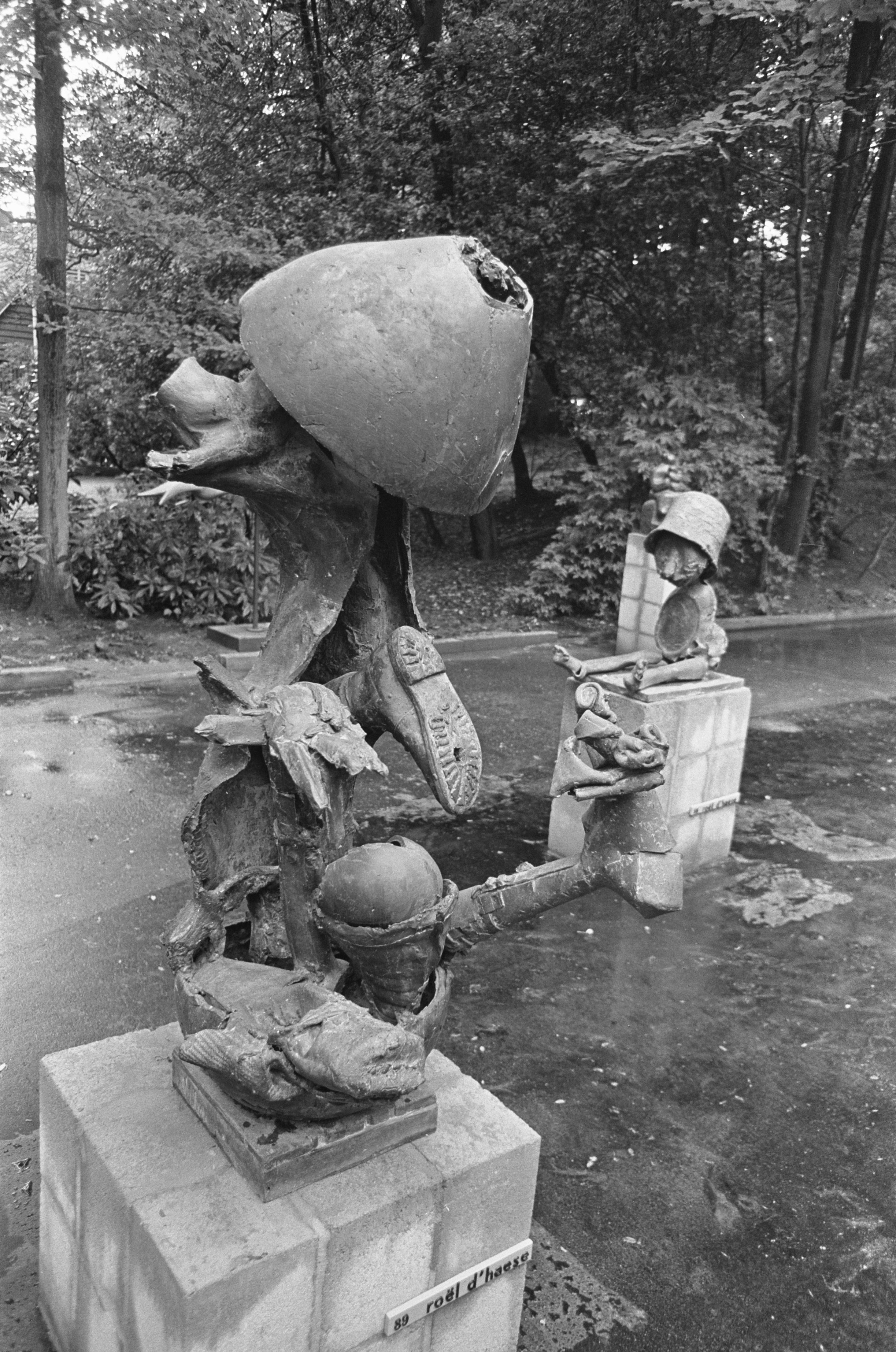
Roel D'Haese: Beeld aan Lumumba (1966)
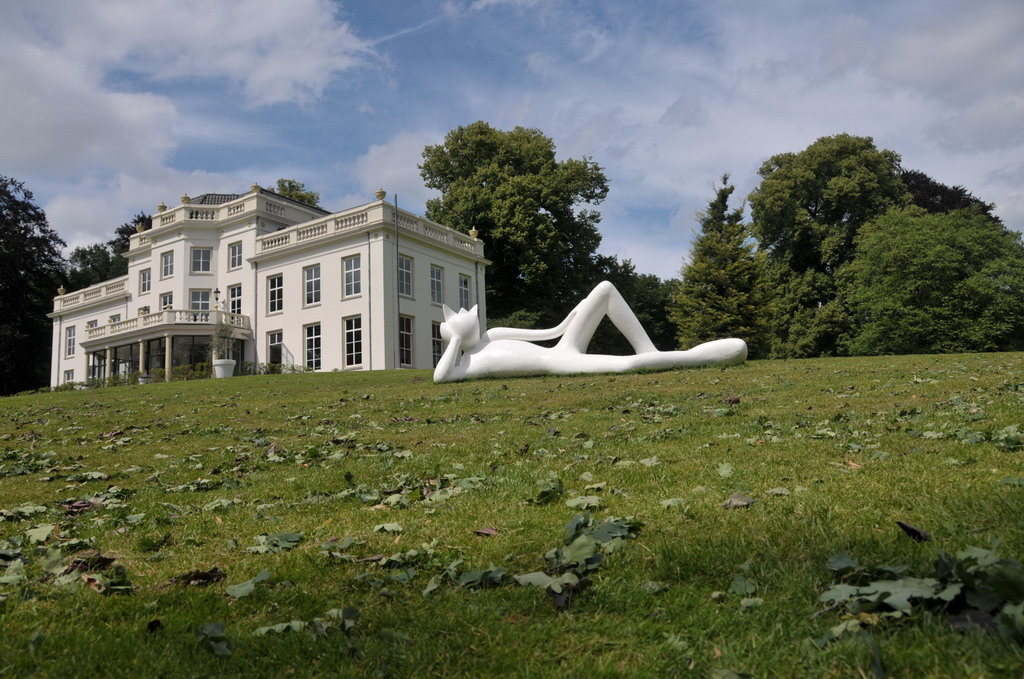
Lazy King (Alain Séchas, 2008)
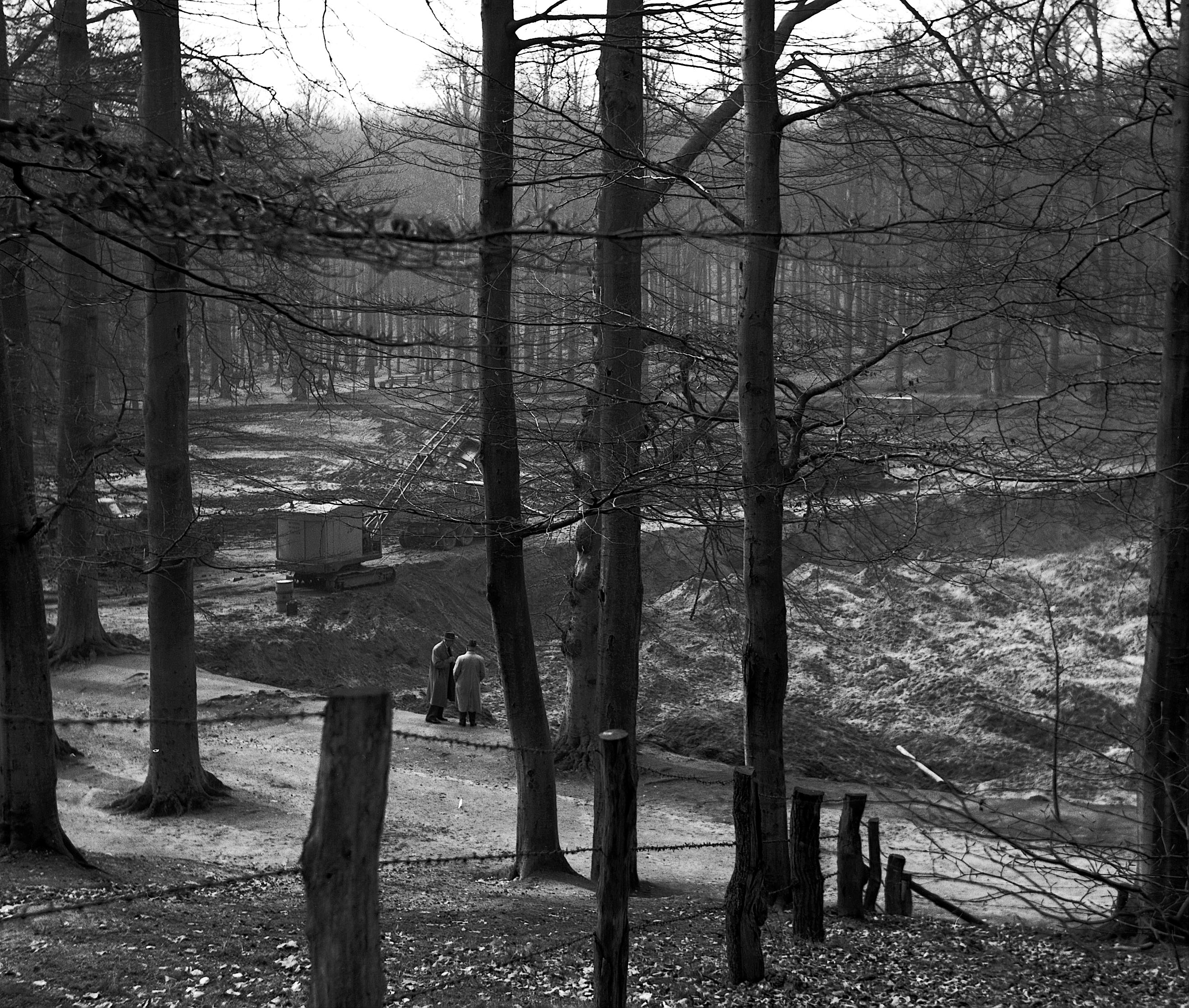
Aanleg van "ronde weide" in park Sonsbeek, 1959